# Allamuchy-Panther Valley
Allamuchy-Panther Valley és una concentració de població designada pel cens dels Estats Units a l'estat de Nova Jersey. Segons el cens del 2000 tenia 3.125 habitants.

## Demografia
Segons el cens del 2000, Allamuchy-Panther Valley tenia 3.125 habitants, 1.430 habitatges, i 922 famílies. La densitat de població era de 210,9 habitants/km².
Dels 1.430 habitatges en un 20,8% hi vivien nens de menys de 18 anys, en un 55,1% hi vivien parelles casades, en un 7,3% dones solteres, i en un 35,5% no eren unitats familiars. En el 30,8% dels habitatges hi vivien persones soles el 9,4% de les quals corresponia a persones de 65 anys o més que vivien soles. El nombre mitjà de persones vivint en cada habitatge era de 2,17 i el nombre mitjà de persones que vivien en cada família era de 2,7.
Per edats la població es repartia de la següent manera: un 17,2% tenia menys de 18 anys, un 3,8% entre 18 i 24, un 28,1% entre 25 i 44, un 33,3% de 45 a 60 i un 17,6% 65 anys o més.
L'edat mediana era de 45 anys. Per cada 100 dones de 18 o més anys hi havia 84,7 homes.
La renda mediana per habitatge era de 67.301 $ i la renda mediana per família de 89.303 $. Els homes tenien una renda mediana de 54.732 $ mentre que les dones 41.782 $. La renda per capita de la població era de 45.829 $. Aproximadament el 0,3% de les famílies i l'1,6% de la població estaven per davall del llindar de pobresa.

## Poblacions més properes
El següent diagrama mostra les poblacions més properes.